# Nils Björklöf
Nils Björklöf (Inkoo, Uusimaa, 12 de abril de 1921 — Estocolmo, 16 de julho de 1987) foi um canoísta finlandês especialista em provas de velocidade.

## Carreira
Foi vencedor da medalha de bronze em K-2 1000 m e K-2 10000 m em Londres 1948, junto com o seu colega de equipa Ture Axelsson.